# 卡涅特
卡涅特，是西班牙卡斯蒂利亚-拉曼恰昆卡省的一个市镇。总面积87平方公里，总人口881人（2001年），人口密度10人/平方公里。